# Markiplier
Markiplier (* 28. Juni 1989 in Honolulu, Hawaii, bürgerlich Mark Edward Fischbach) ist ein US-amerikanischer Webvideoproduzent. Er hat sich auf Let’s Plays spezialisiert, meistens zu Action- und Horrorspielen.

## Leben
Fischbach wurde auf einer Militärbasis in Honolulu, Hawaii, geboren. Sein Vater Cliffton M. Fischbach, Deutscher, diente beim Militär, seine Mutter ist koreanischer Abstammung. Nach einiger Zeit zogen er und seine Familie nach Cincinnati, Ohio. Ursprünglich wollte Fischbach Biomedizintechnik an der Universität von Cincinnati studieren, nahm davon dann aber Abstand, um sich um seine YouTube-Karriere zu kümmern. Er hat einen Bruder, Thomas Jason Fischbach, der einer der Autoren des Internetcomics Twokinds ist. Fischbach lebt heute in Los Angeles, Kalifornien.
Nach einem Besuch in Korea erfuhr Fischbach mehr über seine koreanische Abstammung: Sein Großvater wurde im heutigen Nordkorea geboren und wuchs dort auf. Er floh vor dem Ausbruch des Koreakrieges nach Seoul und hatte sieben Töchter. Einer seiner Cousins, Hyung-bae, ist ein Schauspieler in Korea.

## Internetkarriere
Fischbach trat YouTube am 26. Mai 2012 mit einem Kanal unter dem Benutzernamen Markiplier als Kombination von seinem Vornamen und multiplier (Multiplikator) bei. Fischbachs erste Videospielreihe war ein Durchspielen des Videospiels Amnesia: The Dark Descent. Nach einigen anderen Spielen, unter anderem auch Penumbra und Dead Space sperrte YouTube Fischbachs AdSense-Konto. Daraufhin reichte er Einspruch bei YouTube ein, verlor aber. Aufgrund dessen erstelle er einen neuen Kanal namens MarkiplierGAME.
Seitdem schloss er sich mit anderen YouTubern zusammen, unter anderem mit Jacksepticeye, CrankGameplays, LordMinion777, Muyskerm, PewDiePie, Matthias, GameGrumps, Cyndago, Yamimash, Jacksfilms, CaptainSparklez, Egoraptor und LixianTV. Außerdem hatte er Rollen in TomSkas asdfmovie-Serien, Smosh: The Movie und Gamer’s Guide to pretty much Everything. Zudem spielt er viele verschiedene Spiele auf seinem Kanal, wie etwa die Five Nights at Freddy’s-Serie, Garry’s Mod, Happy Wheels, Surgeon Simulator 2013, Minecraft und viele mehr.
Er leitete mit anderen zusammen unter anderem Veranstaltungen wie die 2015 South By Southwest (SXSW) Gaming Awards mit „The Legend of Korra“-Synchronsprecherin Janet Varney. Er trat dem Red Giant Entertainment Netzwerk im November 2014 bei.
Fischbach veranstaltet regelmäßig Spenden-Livestreams, deren Erlöse u. a. an das Kinderkrankenhaus Cincinnati oder die Best Friends Animal Society, die sich um herrenlose Tiere kümmert, gespendet werden.
Ende 2015 kündigte Fischbach in einem Video an, Abstand von Alkohol zu halten. Diese Entscheidung traf er nach einem kleinen Herzinfarkt, der eine Transitorische ischämische Attacke auslöste und einen Krankenhausaufenthalt erforderte. Seine Ärzte sagten ihm, er solle aufhören Alkohol zu trinken. Durch diese Entscheidung wurde die Produktion einer beliebten Serie, Drunk Minecraft, eingestellt.
Am 13. November 2019 gründete Fischbach zusammen mit Ethan Nestor (CrankGameplays) den Youtube-Kanal Unus Annus, auf dem sie für ein Jahr lang jeden Tag ein Video hochladen und nach Ablauf der 365 Tage den Kanal und alle Videos auf diesem löschen.

### Zusammenarbeit mitCyndago
2015 lebte Fischbach mit den YouTubern Daniel Kyre und Ryan Magee, den Machern des Kanals Cyndago, zusammen. Der Kanal wurde 2012 in South Carolina gegründet. Matt Watson von den Maker Studios trat Cyndago bei, nachdem sie nach Los Angeles gezogen waren. Sie waren bekannt für die unerwarteten Enden ihrer Videos und ihren schwarzen Humor. Nach Kyres Selbstmordversuch am 16. September 2015 und dem darauffolgenden Tod nach zwei Tagen lösten die verbliebenen Mitglieder Cyndago auf. Zu dieser Zeit hatte Cyndago 40 Sketche und 14 Lieder in Zusammenarbeit mit Fischbach geschaffen. Watson und Magee entschieden sich dann dazu, an Watsons eigenem Kanal zu arbeiten. Sie arbeiten weiterhin mit Fischbach zusammen und sind oft in seinen Videos zu sehen.